# José Augusto Dlofo
José Augusto Dlofo (Lourenço Marques - atual Maputo, 18 de abril de 1968), conhecido apenas como Zé Augusto, é um ex-futebolista e treinador de futebol moçambicano que atuava como zagueiro.
Representou seu país em duas edições da Copa Africana de Nações.

## Carreira em clubes
Em sua carreira, defendeu apenas o Costa do Sol entre 1988 e 2001, tendo conquistado 18 títulos pelos Canarinhos.

## Seleção Moçambicana
Pela Seleção Moçambicana, Zé Augusto disputou 25 jogos entre 1995 e 1998. Disputou 2 edições da Copa Africana de Nações (3 partidas em 1996 e uma em 1998). Em ambas, Moçambique foi eliminado ainda na fase de grupos.

## Carreira de treinador
Zé Augusto estreou como treinador em 2007, comandando o Benfica de Quelimane. Passou também por Têxtil do Punguè (2014), Desportivo Manhiça e Desportivo de Nacala (ambos em 2018).

## Vida pessoal
É irmão de Duda, com quem chegou a atuar no Costa do Sol entre 1991 e 1995.

## Títulos
Costa do Sol
- Moçambola: 1991, 1992, 1993, 1994, 1999–00, 2001
- Taça de Moçambique: 1988, 1992, 1993, 1995, 1997, 1999, 2000
- Supertaça de Moçambique: 1993, 1994, 1996, 1999–00, 2000–01